# Вокшозеро (озеро, Лоухский район)
Вокшозеро — озеро на территории Амбарнского сельского поселения Лоухского района Республики Карелия.

## Общие сведения
Площадь озера — 1,7 км². Располагается на высоте 77,4 метров над уровнем моря.
Форма озера лопастная, продолговатая, вытянуто с юго-запада на северо-восток. Берега озера изрезанные, каменисто-песчаные.
Озеро протокой соединяется с озером Крестовым, откуда вытекает протока, впадающая в озеро Амбарное, в свою очередь соединяющееся протокой с рекой Пуломой. Последняя впадает в Энгозеро, воды которого через реки Калгу и Воньгу попадают в Белое море.
В озере расположен один остров без названия.
Населённые пункты возле озера отсутствуют. Ближайший — посёлок Амбарный — расположен в 2 км к югу от озера. Вдоль северо-восточной оконечности озера проходит автодорога местного значения.
Код объекта в государственном водном реестре — 02020000711102000003191.